# Pablo Granados
Pablo Fabián Granados (Rosario, Argentina, 11 de septiembre de 1965) es un humorista, actor, cantante, compositor y presentador de televisión argentino. 
Es padre del reconocido humorista Miguel Granados y de la cantante Mery Granados, e hijo del periodista y presentador de Canal 5 de Rosario, Raúl Granados.

## Biografía
Pablo Fabián Granados nació un 11 de septiembre de 1965, en la ciudad de Rosario, en la provincia de Santa Fe, Argentina. Para él, el humor y la música son sus gustos. 

### Como humorista y actor
Su carrera como humorista, actor y presentador comenzó en el año 1989 en el Canal 4 de Cablehogar de Rosario, donde conducía el programa Propuesta Joven junto a su gran amigo, el también humorista Pachu Peña, junto a Luis Rubio (Eber Ludueña) y Flavio "Hijitus" Gastaldi, un año después pasaría al Canal 3 de Rosario (Televisión abierta) y a Radio Dos.
Su paso a la televisión en su país se da en 1993 cuando ingresa al programa humorístico Videomatch, que era conducido por el periodista deportivo, locutor de radio, presentador y productor de televisión y empresario Marcelo Tinelli. Allí realizó varios sketchs junto a su amigo Pachu y el humorista Freddy Villarreal.
En 2002, él, junto con Pachu y Freddy abandonan Videomatch y se une al elenco de La Peluquería de los Mateos, más tarde, junto a su amigo Pachu, son invitados para el primer capítulo de la última temporada de este programa haciendo su clásico sketch de Grandes poemas de pequeños autores.
En 2004 y 2005, junto con Pachu y Freddy, actúa en el programa de humor No hay 2 sin 3, realizando sketchs para ese programa como: Ricos y Mocosos, El almacén de don pepito, Hombres de campo y Operación me fundo, entre otros.
En 2006, Pablo se integra al elenco de humoristas y actores del entonces nuevo programa de Marcelo, Showmatch, tras diferencias con el Canal 9, como así también participó del polémico reality de canto Cantando por un sueño Argentina y fue el 6° eliminado. Ese mismo año, participa en cine, de la película Bañeros III, todopoderosos.
En 2007 co-condujo Fuera de foco, programa que obtuvo dos temporadas y compartió conducción con Martín Ciccioli y Pamela David, además de interpretar a personajes nuevos como el Padre y Omar, también condujo ¿Sabés más que un chico de 5° grado? y La Chica FX 2. Al año siguiente, además de conducir este programa, condujo con su amigo Pachu Peña dos programas, Lo mejor y lo peor y Pablo y Pachu. 
Tiempo después, junto con Pachu, Freddy Villarreal, José María Listorti y otros humoristas llegaron como invitados al programa Showmatch en sus dos temporadas de aniversario, donde realizaron diferentes sketches, parodias y cámaras ocultas reviviendo y recordando la era Videomatch. 
En 2010, Pablo viaja a Ecuador para ser el presentador del programa especial de la Copa Mundial de Fútbol de 2010, La noche de los Mundialistas. Más tarde, volviera a este país, esta vez, para conducir el programa Granados en Pijamas acompañado de su amigo Pachu Peña. Este programa, obtuvo tres temporadas en donde además, durante el transcurso de este programa, compartieron pantalla con el imitador Fernando Ramírez y la presentadora de televisión ecuatoriana Sofía Caiche.
En 2013, Pablo vuelve a su natal Argentina, esta vez, para quedarse y participar en  Tu cara me suena, versión argentina de un reality español de imitaciones, donde imitó a diversos artistas de la talla de Alejandro Sanz, Ricardo Arjona y Freddie Mercury (vocalista de la banda Queen), entre muchos otros. 
Más tarde, junto con su amigo Pachu, se integrarían al elenco del programa de humor Peligro: sin codificar, en donde compartió con sus amigos y compañeros del elenco del recordado programa Videomatch. Además, actuó en la comedia chileno-peruana Lusers, en donde compartió escenas con el actor chileno Felipe Izquierdo y el peruano Carlos Alcántara. 
Actualmente, Pablo se reinventa, esta vez, realiza sus vídeos cómicos en redes sociales, desde parodias hasta vídeos en dónde comparte con su familia, siendo lo más controversial fue su polémico sketch-entrevista "Reportajes a calzón quitado".

### Como cantante
Aparte de ser humorista y actor, Pablo es cantante, músico y compositor, reconocido por su banda Macaferri y Asociados. En 1990 editaron un casete con el tema central de su programa Propuesta joven y otros temas como «Bombacha veloz». Con la banda han grabado tres discos, entre sus canciones, la más destacada fue «El oficio de ser mamá», la cual Granados reversionó dos veces para el programa Videomatch, con letra modificada y dedicada al Día del Padre. 
Luego, inició su carrera como solista. Su primer disco fue Quiero, donde incluyó canciones como «Si te puedo encontrar», «Otra primavera» y la canción del mismo nombre del álbum. 
Su segundo disco fue No puedo vivir sin ti, donde incluyó los temas «Centinela», «La verdad» y la canción del mismo nombre de este disco, que además, es el tema central de su programa Granados en Pijamas; y que habla sobre su cariño hacia Ecuador y su pueblo. 
En sus redes sociales, Pablo realizó sus versiones acústicas de sus canciones y de éxitos de otros artistas.
También formó parte de la banda Efe Eme, junto a Hector Mansur en bateria, Miguel Villalba en bajo, Alfredo Norese en guitarra y él mismo en teclado. Efe Eme, se formó a mediados de 1983. El debut del grupo fue en el Anfiteatro de Rosario, en un ciclo de verano organizado por la Municipalidad en enero de 1984, junto a Adrian Singarella y PAF. La banda se separó en el 1987 luego de no poder ver realizado el sueño de tener su disco propio. La banda tiene un sonido muy propio del estilo de "la [[trova rosarina]]", mezclado con el rock nacional de los '70 y '80. Aunque la banda no continuó, dejó un par de temas rastreables por internet.

## Filmografía

### Televisión
| Año                  | Programa                             | Canal                                    |
| -------------------- | ------------------------------------ | ---------------------------------------- |
| 1990                 | Propuesta joven                      | Canal 4 Cablehogar (actualmente Express) |
| 1991-1992            | Propuesta joven                      | Canal 3                                  |
| 1993-2002            | Videomatch                           | Telefe                                   |
| 2003                 | La peluquería de los Mateos          | Canal 9                                  |
| 2004-2005            | No hay 2 sin 3                       | Canal 9                                  |
| 2006                 | Cantando por un sueño                | El Trece                                 |
| 2006, 2009, 2019     | Showmatch                            | El Trece                                 |
| 2007                 | La Chica FX 2                        | FX                                       |
| 2007                 | ¿Sabes más que un chico de 5° grado? | América TV                               |
| 2007-2008            | Fuera de foco                        | América TV                               |
| 2008                 | Lo Mejor y Lo Peor                   | América TV                               |
| 2008                 | Pablo y Pachu                        | América TV                               |
| 2010                 | HDP: Humor de Primera                | El Trece                                 |
| 2010                 | La Noche de los Mundialistas         | TC Televisión                            |
| 2011-2013            | Granados en pijamas                  | TC Televisión                            |
| 2012                 | Los Tostadams                        | TC Televisión                            |
| 2013                 | Tu cara me suena                     | Telefe                                   |
| 2013-2015, 2017-2018 | Peligro: Sin codificar               | Telefe                                   |
| 2017-2018            | Show del medio                       | Fox Sports Premium                       |
| 2024                 | ¿Quién es la máscara?                | Teledoce                                 |

### Cine
- 2006: Bañeros 3: Todopoderosos - como Pablo
- 2014: Bañeros 4: Los Rompeolas - como Pablo
- 2015: Lusers - como Rolo
- 2018: Bañeros 5: Lentos y cargosos - como Pablo

## Discografía

### Con Efe Eme
- 1984 (no hay disco pero sí temas)
- 1 Que hago con vos
- 2 Seré desertor
- 3 Dos Mejicanos
- 4 Por esta vez
- 5 Basta de hacerlo
- 6 Me quedo en casa
- 7 Cansado
- 8 Cleopatra

### Con Macaferri & Asociados
- 1991:  Propuesta joven
- 1992: Te quiero como sos
- 1993: Parte 2
- 1994: Maxisimple
- 2013: Sos una santa

### Solista
- 2010: Quiero
- 2011: No puedo vivir sin ti
- 2012: GPS

### Bandas sonoras
- Lusers